# Cesseville
Cesseville là một xã thuộc tỉnh Eure trong vùng Normandie miền bắc nước Pháp.